# Associazione Polisportiva Turris 1972-1973
Questa pagina raccoglie le informazioni riguardanti l'Associazione Polisportiva Turris nelle competizioni ufficiali della stagione 1972-1973.

## Rosa
| N. |                   | Ruolo | Calciatore         |
| -- | ----------------- | ----- | ------------------ |
|    | Italia (bandiera) | D     | Giuliano Andreuzza |
|    | Italia (bandiera) | C     | Alberto Arbitrio   |
|    | Italia (bandiera) | C     | Luciano Bruno      |
|    | Italia (bandiera) | D     | Renato Caocci      |
|    | Italia (bandiera) | A     | Giuseppe Cirillo   |
|    | Italia (bandiera) | C     | Sergio Gardini     |
|    | Italia (bandiera) | D     | Enzo Giani         |
|    | Italia (bandiera) | A     | Procolo Incarelli  |
|    | Italia (bandiera) | C     | Nicola Mavelli     |
|    | Italia (bandiera) | A     | Alberto Medeot     |

| N. |                   | Ruolo | Calciatore           |
| -- | ----------------- | ----- | -------------------- |
|    | Italia (bandiera) | C     | Piero Montanari      |
|    | Italia (bandiera) | A     | Mauro Niccolai       |
|    | Italia (bandiera) | A     | Bernardo Pescosolido |
|    | Italia (bandiera) | C     | Mauro Porri          |
|    | Italia (bandiera) | C     | Dante Portelli       |
|    | Italia (bandiera) | A     | Alessandro Santini   |
|    | Italia (bandiera) | A     | Mario Schettino      |
|    | Italia (bandiera) | D     | Franco Vaccari       |
|    | Italia (bandiera) | D     | Gino Viale           |
|    | Italia (bandiera) | P     | Francesco Cenci      |